# Спектр (DC Comics)
Спектр (англ. The Spectre) — божество, супергерой, появляющийся на страницах комиксов издательства DC Comics. Персонаж впервые появился в выпуске More Fun Comics № 51 (январь 1940 года) и получил свою первую историю в следующем месяце, в № 52 (февраль 1940 года). Он был создан Джерри Сигелом и Бернардом Бейли, хотя некоторые источники утверждают, что Сигел единолично создал персонажа, ограничив Бейли до роли художника по деталям.

## История публикаций

### Хэл Джордан, Дух Искупления
В конце концов душа Корригана упокоилась с миром. Он расстался со спектром и ушёл в загробную жизнь. Позже роль Спектра принял Хэл Джордан, дух бывшего Зелёного Фонаря, в ходе сюжетной линии Day of Judgment, написанной Джеффом Джонсом, когда падший ангел попытался получить силу Спектра. Корригана попросили вернуться обратно, однако он отказался, поскольку обрёл мир. Спектр выбрал Джордана в качестве нового носителя, поскольку Джордан искал искупления за свои действия, когда был одержим Параллаксом. Его следующее появление состоялось в сюжетной линии Legends of the DC Unviverse № 33-36. В серии комиксов The Spectre том 4, сценаристом которой был Дж. М. ДеМеттейс, Джордан встаёт то на путь искупления, то на путь мщения и появляется по всей вселенной DC — он помог советом Супермену во время сюжетной линии "Emperor Joker" и спас семью Уолли Уэста, стерев знания о секрете его личности.
В комиксе "Quiver", главным героем которого стал Зелёная стрела (сценарист истории — Кевин Смит), а также в финале истории "Many Happy Returns", описывающей Супергёрл (сценарист — Питер Дэвид), было раскрыто, что Спектр знает о Кризисе на Бесконечных Землях. Он один из нескольких персонажей во вселенной DC, кто обладает этим знанием.

### Криспус Аллен
В Gotham Central № 38 Криспус Аллен убит коррумпированным полицейским, по совпадению имеющим имя Джим Корриган (не тот Корриган, что раньше был Спектром). В то время как тело Аллена находится в морге, Спектр принуждён вселиться в Криспуса Аллена, сделав его новым носителем.

### Brightest Day
Спектр снова появляется, его носителем снова является Криспус Аллен. В холмах Монтаны он идёт по следу Мясника, божества Красных Фонарей. Спектр снова сталкивается с Атроцитусом, когда выслеживает Мясника, который собирается вселиться в человека, чью дочь убил заключённый из камеры смертников. Несмотря на попытки Спектра предотвратить это, Мясник всё-таки убивает преступника. Затем он пытается овладеть Атроцитусом и открывает, что у того была жена и дети, которые были убиты во время атаки Охотников. С помощью Спектра Атроцитус отгоняет Мясника и заточает его в своей силовой батарее. Спектр затем собирается судить человека, которым овладел Мясник, но Атроцитус замечает, что его метод суда несовершенен. Спектр отменяет своё решение и не может судить Атроцитуса, поскольку обнаруживает, что его миссия «священна», однако предупреждает его, что она не продлится вечно.

### The New 52
После перезапуска, в новой вселенной The New 52, Джим Корриган, офицер полиции, чья девушка была похищена. Фантом Странник, ведомый неизвестным божеством, которое хочет, чтобы он «послужил высшей силе», пока его «долг не уплачен», приводит Джима к покинутому складу, где его убивают преступники. После смерти он становится Спектром.

## Другие версии

### Kingdom Come
В мини-серии Kingdom Come импринта Elseworlds Спектр взял священника Нормана Маккея и показывает ему события возможного будущего вселенной DC. При этом Спектр пытается выяснить, кто виновен в апокалипсисе. Однако тут его «способности уже не такие, как прежде», и он сказал, что ему нужен взгляд человека, чтобы правильно понять события, которыми он и Маккей становятся свидетелями.
Разговор между Маккеем и Дедменом в Kindom Come № 3 раскрывает, что со временем Спектр стал более и более отдалён от человечества. Иллюстрации показывают его носящим лишь плащ поверх голого тела. По мере прогресса серии плащ темнеет, от зелёного переходя к пепельно-чёрному. В Kingdom Come № 4 Маккей убедил его попробовать смотреть на мир через своего человеческого носителя, которым действительно оказался Джим Корриган. Корриган становится прихожанином Маккея и в эпилоге открывает ресторан, оформленный в супергероической тематике, и выражает недовольство тем фактом, что блюдо, названное в его честь, «Блюдо Спектра», является смесью шпината и зернового творога.

### Injustice: Gods Among Us
В этой серии комиксов Мистер Миксиспитлик захватывает Спектра, убивает Мертвеца Бостона Брэнда (вследствие чего новым мертвецом становится Дик Грейсон) и Незнакомца, в то время как сам Джим Корриган сидел в психиатрической больнице, зачарованный магией Мистера Миксиспитлика.

### Разное
- Спектр появился в основанном на телесериале комиксе Justice League Unlimited № 37 и не контролировал себя из-за духа Талы.
- В импринте Tangent Comics носителем духа Спектра является Тейлор Пайк, мальчик-гений, однажды бомбардировавший себя энергией нейтрино, вследствие чего получил силу становиться нематериальным. Изначально оперируя, как вор, он позже присоединился к Секретной шестёрке.
- Альтернативная версия Спектра на Земле-2 была показана в JSA Annual № 1 (2008 год); также есть злая версия Спектра с Земли-3, показанная в Countdown № 31 (2008 год), состоящая в Обществе преступности. Обе версии выглядят похоже на версию Спектра золотого века.

## Силы и способности
Спектр обладает всеми божественными возможностями, включая, но не ограничиваясь, манипуляции с пространством и временем, контроль над материей, неуязвимость и неограниченную силу. В принципе, может совершить всё, что пожелает, над тем, кого судит. У него нет очевидных слабостей, кроме необходимости иметь человеческое тело в качестве носителя и быть справедливым и беспристрастным судьёй, хотя до этого был обманут Психопиратом (или Вором) и Эклипсо. Спектру нельзя нанести физический урон, но он может быть ранен могущественной магией. Не может нанести вред невиновному (если не был обманут), хоть и считается самым могущественным супергероем. Невосприимчив к телепатическому воздействию. В одной из серии «Темнейшая ночь» Атроцитус попытался подчинить его с помощью Красного кольца силы, на Спектра не подействовала магия кольца, т. к. его ярость является высшей силой и не может контролироваться смертным (это возможно получилось Корпусу Чёрных Фонарей, когда Чёрное кольцо силы получил Криспус Аллен, последний аватар Спектра). Также Спектр может увеличиваться до огромных размеров, что не составит труда смотреть на планеты с космоса или даже держать в руках всю мультивселенную.

## Слабости
- Требуется человеческое тело как носитель божественной сущности.
- Спектр может быть ранен или даже убит достаточно сильной магией, прежде всего если дать такую возможность Эклипсо. На него также действуют магические предметы, например копьё судьбы может убить его.
- Глас Господний может наложить ограничения на действия и способности Спектра, он же, например, поместил Спектра в мёртвого носителя.
- Есть пределы дозволенного, которые даже Спектр не может перейти. Если он это сделает, то предстанет перед Господом. Когда Спектр убил Набу, Господь вмешался и отменил его действия.
- Ограничения Силы: Сила Спектра огромна, но не бесконечна. Если Спектр захочет совершить великое заклинание, то его сила уменьшится, он станет уязвим для магии на определённое время.

## Вне комиксов

### Телевидение
- Спектр появился в мультсериале Batman: The Brave and the Bold, озвученный Марком Хэммилом.[9]
- В сериале Тайны Смолвиля Спектр появился в двухсерийной истории «Absolute Justice» на картине, изображающей членов Общества справедливости. Никакой другой информации о нём в сериале не было дано.
- Fox Television разрабатывает Спектра для потенциального телесериала, сценарий для которого может написать Брэндон Камп, создатель телесериала Джон Доу.
- В сериале «Константин» появляется ещё в качестве офицера полиции Джима Корригана.
- Спектр появился в сериале Готэм.
- Оливер Куин (Стивен Амелл) становится Спектром во время Кризиса на Бесконечных Землях во Вселенной Arrowverse.

### Фильмы
- Короткий анимационный отрывок под названием «Витрина DC: Мираж», сценарий для которого написал Стив Найлс, был показан на DVD-выпуске «Лига справедливости: Кризис двух миров» 23 февраля 2010 года.[10] Спектр озвучен Гэри Коулом. Спустя 14 лет снова появляется в полнометражной серии "Лига Справедливости: Кризис на Бесконечных Землях. Часть 1[англ.]" в 2024 году, только его озвучил Лу Даймонд Филлипс. [11]
- Спектр появится в заявленном фильме Dark Universe.[12]

### Игры
- Спектр появляется в игре DC Universe Online, озвученный Робертом Крафтом.

## Критика и награды
Персонаж получил 70-е место в списке 100 лучших героев комиксов по версии IGN.
Персонаж выиграл награду 1962 Alley Award as the Hero/Heroine Most Worthy of Revival, а также 1964 Alley Award for Strip Most Desired for Revival.

## Коллекционные издания

### Джим Корриган
| Заглавие                               | Содержание                                              | Страниц | ISBN               |
| -------------------------------------- | ------------------------------------------------------- | ------- | ------------------ |
| The Golden Age Spectre Archives, Том 1 | More Fun Comics № 52-70                                 | 224     | ISBN 1-56389-955-8 |
| The Spectre: Crime and Punishment      | The Spectre том 3, № 1-4                                | 120     | ISBN 1-56389-127-1 |
| Wrath of the Spectre                   | Adventure Comics № 431—440 and Wrath of the Spectre № 4 | 200     | ISBN 1-4012-0474-0 |

### Криспус Аллен
| Заглавие                             | Содержание                                                            | Страниц | ISBN               |
| ------------------------------------ | --------------------------------------------------------------------- | ------- | ------------------ |
| Crisis Aftermath: The Spectre        | Crisis Aftermath: The Spectre № 1-3 and Tales of the Unexpected № 1-3 | 128     | ISBN 1-4012-1506-8 |
| The Spectre: Tales of the Unexpected | Tales of the Unexpected № 1-8                                         | 128     | ISBN 1-4012-1506-8 |
| Final Crisis: Revelations            | Final Crisis: Revelations № 1-5                                       | 169     | ISBN 1-4012-2323-0 |